# David McAllister
David McAllister (Berlino Ovest, 12 gennaio 1971) è un politico tedesco.
È parlamentare europeo dal 2014 per la CDU. È inoltre vicepresidente del Partito Popolare Europeo e dell'Unione Democratica Internazionale. Dal febbraio 2017 è presidente della commissione per gli affari esteri del Parlamento europeo.
McAllister è stato il primo ministro presidente tedesco con doppia cittadinanza.

## Carriera
Nato a Berlino Ovest nel 1971 da padre scozzese e madre tedesca. Per questa ragione possiede sia la cittadinanza tedesca che quella britannica e parla sia il tedesco che l'inglese come lingue madri. Ha studiato legge alla Università di Hannover e si è iscritto alla CDU a 17 anni.
Dal 1996 al 2010 è stato membro del consiglio del Circondario di Cuxhaven. Dal 2001 al 2002 è stato sindaco di Bad Bederkesa. Dal 2003 diviene leader del gruppo parlamentare della CDU nel Landtag della Bassa Sassonia, di cui è membro dal 1998. Dal 2008 al 2016 è segretario statale della CDU in Bassa Sassonia.
Nel giugno 2010 viene eletto ministro presidente della Bassa Sassonia dopo che il suo predecessore Christian Wulff viene eletto presidente federale. Mantiene il ruolo fino alle elezioni statali del 2013 quando la coalizione CDU-FDP perde la maggioranza.
Nel 2014 viene eletto al Parlamento Europeo dove diviene presidente della delegazione per le relazioni con gli Stati Uniti e membro della commissione per gli affari esteri, di cui diviene presidente nel 2017 e viene confermato anche nella nuova legislatura nel 2019.